# Ougapia
Ougapia é um género de gastrópode  da família Rhytididae.
Este género contém as seguintes espécies:
- Ougapia spaldingi